# Jeroni Boada i Renter
Jeroni Boada i Renter (Mataró, 19 de octubre de 1819 - Mataró, 23 de marzo de 1886) fue un arquitecto y maestro de obras mataronense.

## Biografía

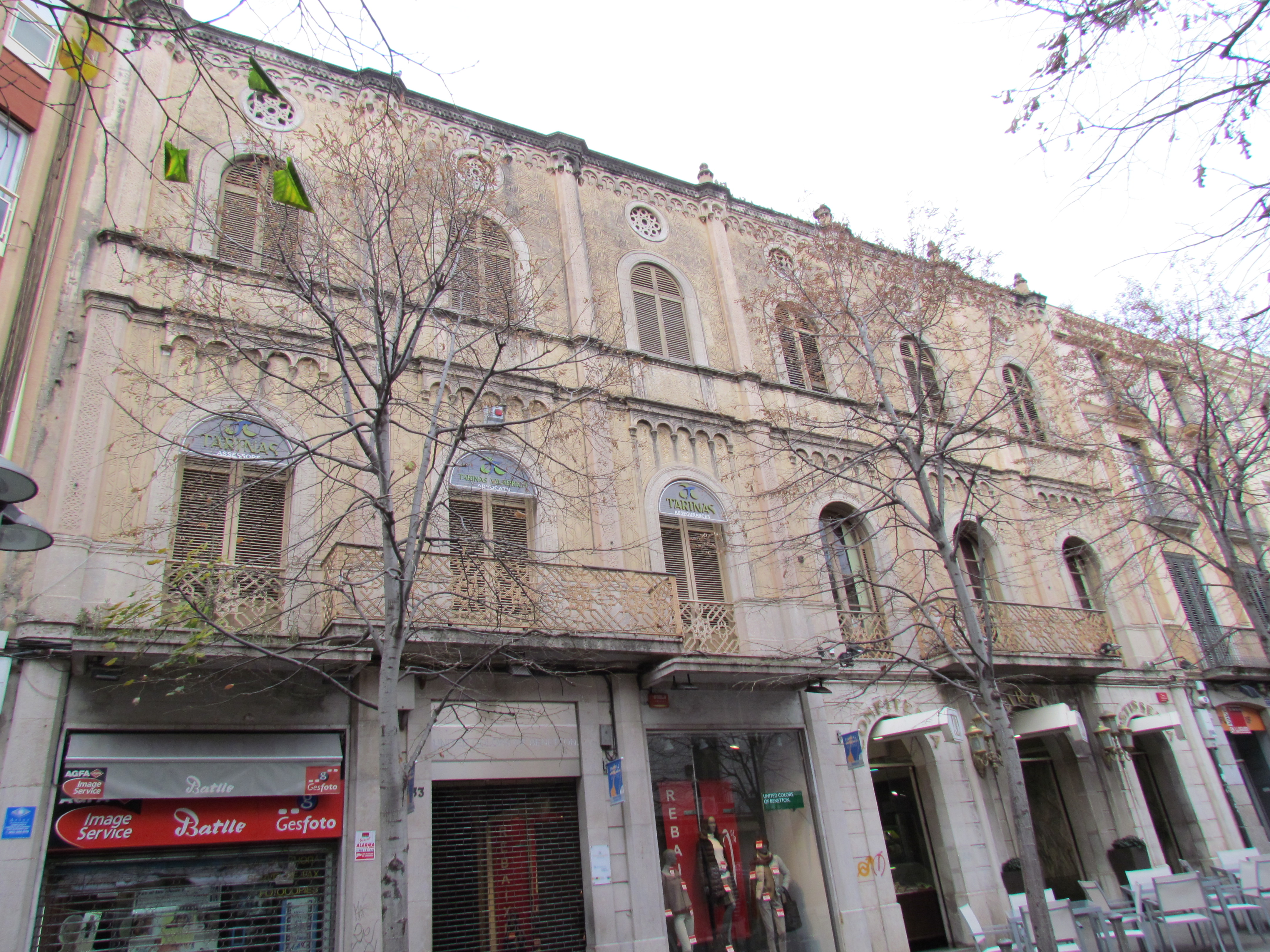
Conjunto de dos casas de planta baja y dos pisos

Fue hijo y nieto de maestros de obra tanto por parte de padre cono de madre: los Renter fueron una importante familia de constructores establecidos en Mataró desde principios del XVIII y que a partir del 1744 edificaron la parte más alta del campanario de Santa María. Jerónimo se casó en 1850 con Antonia Artigas Gualba y tuvieron un hijo; Salvador.
Boada fue uno de los pioneros en el estado Español en la fabricación de piedra artificial. En 1872 creó una empresa conjuntamente con el catedrático de farmacia Vicens Munnner, en Mataró, con esta finalidad que se denominó La Auxiliar del Arte. Este nuevo material lo utilizará en las siervas edificaciones como el Hogar Cabanellas de Mataró donde también intervinieron los escultores Agapit Vallmitjana y Barbany y José Aniceto Santigosa y Vestraten.
Su principal obra fue en Mataró donde además del Hogar Cabanellas también destacan: el Colegio de Valldemia, Can Aymar, varias torres-repartidores de agua y la casa propia Can Boada. Actuó como maestro de obras en la construcción de la fachada de Santa María.